# Råcksta
Råcksta – dzielnica (stadsdel) Sztokholmu, położona w jego zachodniej części (Västerort) i wchodząca w skład stadsdelsområde Hässelby-Vällingby. Graniczy z dzielnicami Nälsta, Flysta, Beckomberga, Norra Ängby, Blackeberg, Grimsta i Vällingby.
Według danych opublikowanych przez gminę Sztokholm, 31 grudnia 2020 r. Råcksta liczyła 10 014 mieszkańców. Powierzchnia dzielnicy wynosi 1,42 km².
Råcksta jest jedną ze stacji na zielonej linii (T19) sztokholmskiego metra.